# Četník v New Yorku
Četník v New Yorku je francouzský komediální film z roku 1965, druhý díl série komedií o četnících z města Saint-Tropez na francouzské Riviéře.

## Děj
Četníci ze Saint-Tropez pod vedením rotmistra Gerbera jsou vybráni, aby reprezentovali Francii na mezinárodním sjezdu policie v New Yorku. Cruchotova půvabná dcera Nicol chce jet se svým tatínkem, který jí to ale nechce dovolit. Nicol se však i přes zákaz vydá za četníky na zámořskou loď France, kam se   dostane jako černý pasažér. Cruchot ji tam několikrát spatří a je považován za blázna. 
Během plavby četníci soupeří v různých disciplínách se svými italskými kolegy. Ti je jak v kuželkách, tak ve stolním fotbálku poráží, a Francouzi jsou jim pro smích. Cruchot se také snaží ostatní četníky naučit anglicky, ačkoliv sám umí jen lámaně. Zde zazní proslulá věta "My flowers are beautiful" [máj flawrs ár bjútyful]. Četník Fougasse onemocní a po doplutí do New Yorku je odvezen do nemocnice, kde nakonec stráví skoro celý zájezd. 
V New Yorku je Nicole odhalena, ujme se jí ale americký novinář Frank, který je fascinován jejím životním příběhem. Nicole mu totiž namluví, že je sirotek a vždy chtěla vidět Ameriku. Cruchot svoji dceru opět několikrát zahlédne, a když to pak všem ostatním tvrdí, je poslán na vyšetření na psychiatrii. 
Četníci mají bohatý program, prohlížejí si velkoměsto, hrají baseball s Italy, chodí na přednášky. Když se ale Nicole zalíbí jednomu italskému důstojníkovi a jejich společné foto dá Frank do novin, Cruchot pozná, že Nicole je opravdu v New Yorku, a vydá se pro ni do čínské čtvrti, kde Nicole bydlí u Italových příbuzných. Když ji odvede pryč, Italové udělají poplach, neboť si myslí, že jde o únos. Všichni policisté po ní začnou pátrat, aniž by věděli, kdo Nicole ve skutečnosti je, zatímco Cruchot ji ukrývá a snaží se ji nějak propašovat na letiště, aby neměl ostudu. Když se pak Nicole přestrojí za letušku pro jejich let, dělá Cruchot pro změnu všechno pro to, aby on a jeho kolegové toto letadlo zmeškali, neboť by ji poznali.
Nakonec ale velitel Gerber po šťastném návratu do St-Tropez stejně všechno odhalí, protože na Nicole uvidí šaty, které Cruchotovi sám v New Yorku pomáhal vybírat.

## Obsazení
| Louis de Funès    | strážmistr Ludovic Cruchot    |
| Geneviève Gradová | Nicole Cruchotová             |
| Michel Galabru    | rotmistr Jérôme Gerber        |
| Jean Lefebvre     | závodčí Lucien Fougasse       |
| Christian Marin   | závodčí Albert Merlot         |
| Guy Grosso        | závodčí Gaston Tricard        |
| Michel Modo       | závodčí Jules Berlicot        |
| Alan Scott        | žurnalista Franck Davis       |
| Mario Pisu        | rotmistr Renzo                |
| Billy Kearns      | policejní poručík v New Yorku |
| Pierre Tornade    | lodní lékař                   |
| France Rumilly    | sestra Klotilda               |
| Tibério Murgia    | italský obchodník             |
| Roger Lumont      | hotelový recepční             |

## Tvorba filmu
Brzy po natočení filmu Četník ze Saint Tropez se scenáristé, režisér a Louis de Funès začali bavit o pokračování. První snímek, který byl uveden do francouzských kin v září 1964, se stal překvapivým hitem: na festivalu v Cannes v květnu 1965 oznámil producent René Pignères, že film za sedm měsíců na francouzském trhu vydělal dvanáct milionů franků. Tento obrovský úspěch přesvědčil producenty René Pignèresa a Gérarda Beytouta z SNC, aby co nejrychleji uvedli další díl. Informace o pokračování se však objevovaly už předtím – 4. prosince 1964 novinářka France Rocheová z France-Soir uvedla, že Louis de Funès bude jako svůj režijní debut režírovat herce, kterého nejlépe zná – sám sebe. A pro nové dobrodružství si vybral roli, kterou zná nazpaměť – četníka ze Saint Tropez. Nakonec se však režie znovu ujal Jean Girault.
Pro oživení příběhu Louise de Funèse napadlo, že by Četníka vyvezl do zahraničí, a producenti tuto myšlenku kvitovali, protože film měl exportní úspěch, několik měsíců se hrál v „exkluzivních kinech“ v belgických a kanadských městech a dobře se prodával v různých státech celého světa včetně Východního bloku. Zahraniční distributoři měli o pokračování velký zájem a film objednávali ještě před zahájením natáčení. 
Uvažovalo se o cestě do Mexica nebo Tokia, ale nakonec padla volba na New York, který byl scenáristovi Richardu Balduccimu dobře známý a který autoři považovali za „jedno z mála míst, která jsou srozumitelná a známá divákům na celém světě“. Cesta do New Yorku se uskutečnila na palubě transatlantického parníku France, jehož provozovatelé měli sami zájem o tuto originální reklamu. Projekt byl připraven během několika měsíců, Jean Girault a jeho spolupracovník Jacques Vilfrid pracovali velmi rychle. Louis de Funès tehdy ještě neměl tak nabitý program jako v následujících letech, takže byl k dispozici k natáčení ve velmi krátké době. 
Scénář obsahoval mnoho scén, které byly vystřiženy nebo nebyly vůbec natočeny, např. prohlídka Paříže a jejích památek během cesty četníků do přístavu Le Havre. Z prvního filmu se vedle Cruchota objevili i všichni ostatní četníci – Michel Galabru, Jean Lefebvre, Christian Marin, Guy Grosso a Michel Modo – a také Geneviève Gradová v roli Cruchotovy dcery a France Rumillyová jako potrhlá jeptiška.
Natáčení poznamenal spor herce Jeana Lefebvra (Fougasse) s režisérem Giraultem – Lefebvrovi se nezamlouvala přílišná dominance Louise de Funèse ve scénáři, ale režisér i producenti si byli vědomi de Funèsovy popularity a hodlali ji maximálně vytěžit. Lefebvre se s Giraultem ostře pohádal a dokonce natáčení opustil (buď z vlastní vůle, nebo byl vyhozen, verze se liší), scénář byl pak narychlo přepracován. Lefebvre se nakonec vrátil, ale až po návratu štábu z New Yorku – jeho scény tak byly dotočeny ve studiu a z toho důvodu se Fougasse v newyorských scénách neobjevuje s ostatními četníky a neustále leží v nemocnici. Jediná scéna, kde se zdánlivě před newyorským hotelem srazí s kolegy, byla také natočena ve Francii. Později se Lefebvrova neúčast vysvětlovala jeho pracovním vytížením.